# Jean-Baptiste Van Mons
Jean-Baptiste Van Mons, né le 11 novembre 1765 à Bruxelles et mort à Louvain le 6 septembre 1842, est un pharmacien, chimiste, botaniste et agronome belge. Il fut professeur de physique et de chimie à l'École centrale de Bruxelles et à l'Université d'État de Louvain.

## Prosélytisme
L’un des plus célèbres chimistes de l’Europe, Van Mons exerça longtemps la pharmacie dans la ville natale. S’étant adonné à l’étude des diverses langues de l’Europe, pour correspondre plus aisément avec les savants des différents pays, il les possédait et les écrivait toutes avec facilité. Ce savant polyglotte de première réputation était également un homme moderne, ouvert aux idées nouvelles. il étudiait encore cette science, lorsque Lavoisier opéra la grande révolution qui lui a fait faire tant de progrès. Van Mons embrassa avec enthousiasme cette nouveauté et la propagea en Allemagne et dans tout le nord de l’Europe, établissant avec les savants de diverses contrées une correspondance suivie, au moyen de laquelle il leur faisait connaître les découvertes et les travaux des Français, et transmettait à ceux-ci les résultats des recherches auxquelles se livraient les étrangers. Il entretenait ainsi une correspondance avec Alessandro Volta, l’inventeur de la pile galvanique, diffusant jusqu’en Angleterre les idées de l’illustre physicien italien, se faisant en revanche sur le continent le propagandiste des idées de Jenner sur la vaccine.

## Révolution
Lorsque les armées françaises entrèrent à Bruxelles, en 1792, et qu’on y organisa une assemblée des représentants du peuple, Van Mons fut élu membre de cette assemblée. Séduit par l’idéal révolutionnaire, son enthousiasme débordant l’entraîne à élaborer une nouvelle chimie philosophique : il explique le monde en recourant à deux principes élémentaires, l’hydrogène et l’oxygène, préexistant à la création, auxquels vient s’ajouter le troisième et dernier élément, le calorique, pouvant se manifester sous forme de chaleur, de lumière ou d’électricité, et qui est pour lui « cette émanation du soleil dont la présence sur la terre a suffi à organiser le globe ».

## Chimie
Dans la controverse de l’époque entre la théorie du phlogistique de Georg Ernst Stahl et les idées nouvelles de Lavoisier, Van Mons et l’allemand Gren qu’opposait une polémique avec le grand chimiste français Claude-Louis Berthollet, lui-même élève de Lavoisier.
Tel est le renom de Van Mons que les deux parties admettent son arbitrage. Objet du litige : la Chaux (oxyde) de mercure contient-elle bien de l’oxygène ? La réponse est affirmative. Les qualités exceptionnelles d’expérimentation de Van Mons lui permettent de trancher et de convaincre.

## Pomologie

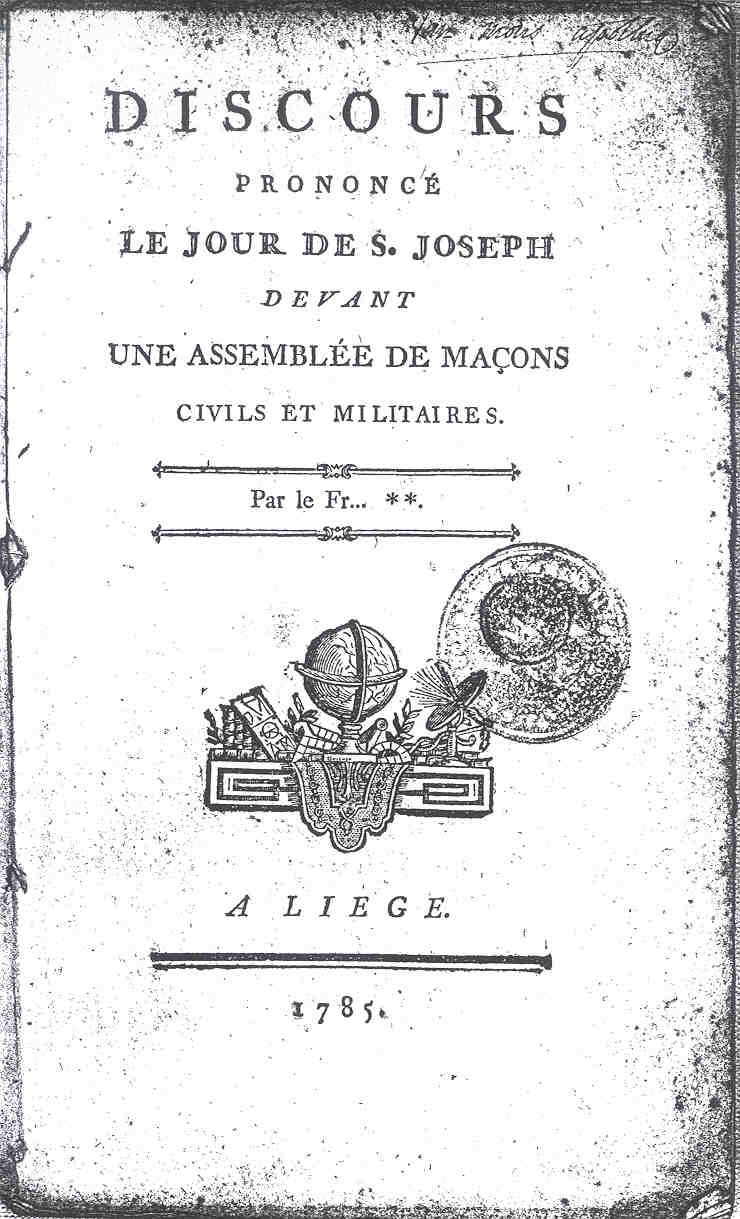
Discours prononcé le jour de S. Joseph devant une assemblée de maçons, Liège, 1785, exemplaire revêtu de la signature du savant bruxellois Jean-Baptiste Van Mons: "Van Mons apothic:"

Lors de l’établissement des Écoles centrales, le gouvernement français le nomma professeur de physique et de chimie à l’école de Bruxelles. À cette époque, il renonça à l’exercice de la pharmacie, et se fit recevoir docteur à la Faculté de Paris, en 1807. Professeur à l’Université d'État de Louvain, il dédia la plus grande partie de sa vie à la pomologie. Fier des quatre mille variétés d’arbres fruitiers de son jardin exceptionnel, il s’adonna principalement à la création de nouvelles variétés de poires (telles que Beurré Diel ou Frédéric de Wurtemberg).
Pendant plus de quinze ans, il s'est occupé du perfectionnement des différentes espèces  de fruits, par la méthode du semis, et n'a cessé de faire  des expériences sur 60 000 pieds d'arbres semés.

### La théorie Van Mons sur la reproduction des arbres fruitiers
Selon Van Mons, tous les fruits que nous consommons sont des fruits artificiels. Le but de la Nature, à l’état sauvage, est simplement de produire des arbres les plus sains possible avec des graines les plus parfaites possibles pour la continuité de l’espèce. Le but des arboriculteurs est donc d’aller contre ce mouvement naturel en affaiblissant les excès de végétation, diminuer la taille et le nombre des graines et augmenter la quantité et la qualité de la pulpe.
Nos arbres fruitiers ont souvent une tendance naturelle à retourner vers l’état sauvage lorsqu’on sème leurs graines. Cette tendance est accrue sur les graines provenant de fruits cueillis sur de vieux arbres. Les graines provenant de jeunes cultivars de qualité sont donc les plus aptes à créer de nouvelles variétés intéressantes.
Tout au long de sa carrière, Van Mons s’est donc attaché à semer les graines issues des premiers fruits de jeunes arbres nés de semis de pépin de cultivars connus. Puis à semer les graines des premiers fruits (à peine mûrs) issus de ces semis. À chaque fois, il transplantait les jeunes semis et taillait leurs racines afin de perturber la croissance et de provoquer des transformations. Il a constaté qu’au fur et à mesure, ces semis produisaient de plus en plus jeunes des fruits d'une qualité qui s’améliorait à chaque génération. La cinquième génération de poiriers mit à fruit à l’âge de trois ans. Il constata que les poiriers sont les plus longs à s’améliorer, nécessitant 5 générations, les pommiers 4 et les pruniers 3.
Pierre-Antoine Poiteau écrivit en 1835 un livre intitulé : Sur la théorie Van Mons, ou notice historique sur les moyens qu’emploie M. Van Mons pour obtenir d’excellents fruits de semis.
Van Mons était associé étranger de l’Académie des sciences de Paris.
Il est cité dans une liste comme étant membre de la Société des douze.

## Ses publications
- Essai sur les principes de la chimie antiplogistique, Bruxelles, 1785.
- Pharmacopée manuelle, an IX - 1800.
- Synonymie des nomenclatures chimiques modernes, (traduction du livre italien de Brugnatelli), an XI, 1802
- Journal de chimie et de physique (six volumes, ans IX - X et XI).
- Essai sur la Théorie chimique modifiée, 4 volumes, 1806-1807 (ouvrage considéré comme inachevé)
- Principes d'électricité, an XI
- Théorie de la combustion, an XII
- Lettre à Bucholz sur la formation des métaux en général, et en particulier de ceux de Davy, ou Essai sur une réforme générale de la théorie chimique, par J. B. Van Mons, 1811.
- Eléments de chimie philosophique, traduit du livre en anglais de Davy,  avec de nombreuses additions (deux volumes), 1813-1816.
- Principes élémentaires de chimie philosophique, avec des applications générales de la doctrine des proportions déterminées, 1818.
- Annales générales des sciences Physiques, avec Jean-Baptiste Bory de Saint-Vincent et avec Pierre Auguste Joseph Drapiez (1778-1856), 8 vol., Bruxelles : Weissenbruch, 1818-1821.
- Mémoire sur la réduction des alcalis en métal, 1826
- Mémoire sur quelques erreurs concernant la nature du chlore et sur plusieurs nouvelles propriétés de l’acide muriatique, 1826.
- Quelques particularités concernant les brouillards de différente nature, 1827.
- Arbres fruitiers ; Leurs culture en Belgique et leur propagation par la graine, ou pomonomie belge expérimentale et raisonnée. On y a joint le catalogue descriptif abrégé des bons fruits nouveaux procréés ou cultivés à la pépinière d’expérience de l’auteur à Louvain, en 2 tomes, Louvain, 1835-36. 1
- Sur une particularité dans la manière dont se font les combinaisons par le pyrophore, 1838.
- Efficacité des métaux compactes et polis dans la construction des pyrophores, 1838.
- Catalogue descriptif abrégé, contenant une partie des arbres fruitiers qui, depuis 1798, jusqu’en 1823, ont formé la collection de J. B. Van Mons, avec l’indication des variétés auxquelles se rapportent les greffes de ces arbres qui ont été distribuées sous des numéros à différentes sociétés d’agriculture, d’horticulture et de pomologie, ainsi qu’à un grand nombre de particuliers, Louvain, n. d.